# Mimostedes affinis
Mimostedes affinis är en skalbaggsart som beskrevs av Stefan von Breuning 1965. Mimostedes affinis ingår i släktet Mimostedes och familjen långhorningar. Inga underarter finns listade i Catalogue of Life.